# Цефпіром
Цефпіром — антибіотик з групи цефалоспоринів IV покоління для парентерального застосування.

## Фармакологічні властивості
Цефпіром — антибіотик широкого спектра дії. Препарат діє бактерицидно, порушуючи синтез клітинної стінки бактерій. Препарат має широкий спектр антибактеріальної дії. До цефпірому чутливі такі мікроорганізми: грампозитивні бактерії — стрептококи, стафілококи, клостридії, Corynebacterium spp., ентерококи, пропіонобактерії, пептострептококи; грамнегативні — сальмонелли, шиґелли, нейсерії, клебсієли, єрсінії, Pseudomonas spp., Proteus spp., Escherichia coli, Haemophilus influenzae, Enterobacter spp., Serratia spp., Hafnia aveli, Morganella morganii. Цефпіром стійкий до дії β-лактамаз, у тому числі до хромосомних та плазмідних β-лактамаз, що найчастіше розповсюджені у внутрішньолікарняних штамів бактерій родів Enterobacter та Citrobacter. Нечутливими до цефпірому є лістерії, Bacteroides fragilis, Closnridium difficile, фузобактерії, туберкульозна паличка.

### Фармакодинаміка
Після внутрішньовенного введення цефпірому максимальна концентрація в крові досягається за 1,5-2,5 години. Біодоступність цефпірому при внутрішньом'язовому введенні становить 90 %, при внутрішньовенному введенні — 100 %. Препарат добре проникає в усі органи і тканини організму, але погано проникає через гематоенцефалічний бар'єр. Цефпіром проникає через плацентарний бар'єр і в грудне молоко. Препарат не метаболізується, виводиться з організму в незміненому вигляді з сечею (80-90 % введеної дози), в невеликих кількостях — з жовчю, період напіввиведення препарату становить 1,8-2,2 год. В літніх осіб (старших 65 років) та у осіб з нирковою недостатністю період напіввиведення підвищується до 4,4-14,5 год.

## Показання до застосування
Цефпіром застосовують при інфекційних хворобах, які спричинюють чутливі до нього мікроорганізми: генералізовані інфекції з бактеріємією, сепсис); інфекції в пацієнтів з послабленим імунітетом і нейтропенією; госпітальні інфекції, у тому числі пневмонії; ускладнені інфекції сечовидільних шляхів; інфекції шкіри і м'яких тканин (целюліт, ранові інфекції).

## Побічна дія
При застосуванні цефпірому можуть спостерігатись наступні побічні ефекти:
- Алергічні реакції — висипання на шкірі, кропив'янка, свербіж шкіри, гарячка, бронхоспазм, набряк Квінке, синдром Стівенса-Джонсона, синдром Лаєлла, анафілактичний шок.
- З боку сечовидільної системи — інтерстиціальний нефрит, гостра ниркова недостатність.
- З боку серцево-судинної системи — аритмії, крововиливи, екхімози.
- З боку травної системи — нудота, блювання, біль у животі, діарея, псевдомембранозний коліт, кандидоз ротової порожнини.
- З боку нервової системи — судоми, порушення свідомості, енцефалопатія, зміна смаку і запаху.
- ВУ лабораторних аналізах — тромбоцитопенія, еозинофілія, нейтропенія, агранулоцитоз, гемолітична анемія; збільшення рівня креатиніну, білірубіну, активності амінотрансфераз, лужної фосфатази, лактатдегідрогенази в крові.
- Місцеві реакції — болючість у місці введення, флебіти і тромбофлебіти.

При застосуванні цефпірому частота побічних ефектів не перевищує таку, як при застосуванні інших препаратів групи цефалоспоринів.

## Протипокази
Цефпіром протипоказаний при підвищеній чутливості до β-лактамних антибіотиків, при вагітності і годуванні грудьми. Препарат не застосовується для лікування дітей до 12 років.

## Форми випуску
Цефпіром випускається у вигляді порошку для ін'єкцій в флаконах по 0,25; 0,5; 1,0 і 2,0 г.

## Синоніми
Cefrom, Keiten, Broact, Cefir